# 豊中市立文化芸術センター
豊中市立文化芸術センター（とよなかしりつ ぶんかげいじゅつセンター、英: Toyonaka Performing Arts Center）は、大阪府豊中市曽根東町3丁目にある芸術施設。

## 概要
旧・豊中市立市民会館は、1968年の竣工から約40年が経過し老朽化が進んだことや耐震性の問題から2011年3月31日に休館、2013年4月1日付けで廃館となった。
豊中市立文化芸術センターは、旧市民会館の跡地に建て替えの形で新たに建てられ2016年10月にプレオープン、翌2017年1月に貸館の開始も含めたグランドオープンを迎えた。設計は日建設計、施工は大林組ほか。

### 施設
- 大ホールは定員1,344席。緞帳はノーベル物理学賞受賞者で豊中市内に居を構えていた南部陽一郎が監修し、大阪大学がデザインした「宇宙そして自発的対称性の破れ」[6]。
- 中ホールは定員441席。旧・豊中市民会館時代の1984年6月6日に隣接する別館として落成し、豊中市立アクア文化ホールの名称で親しまれた[注釈 1]。2017年の当センター完成に伴い新たに「中ホール（アクア文化ホール）」と呼称するようになった[8]。
- 小ホールは定員202席。
- その他の諸室については「施設のご案内 | 豊中市立文化芸術センター」を参照。

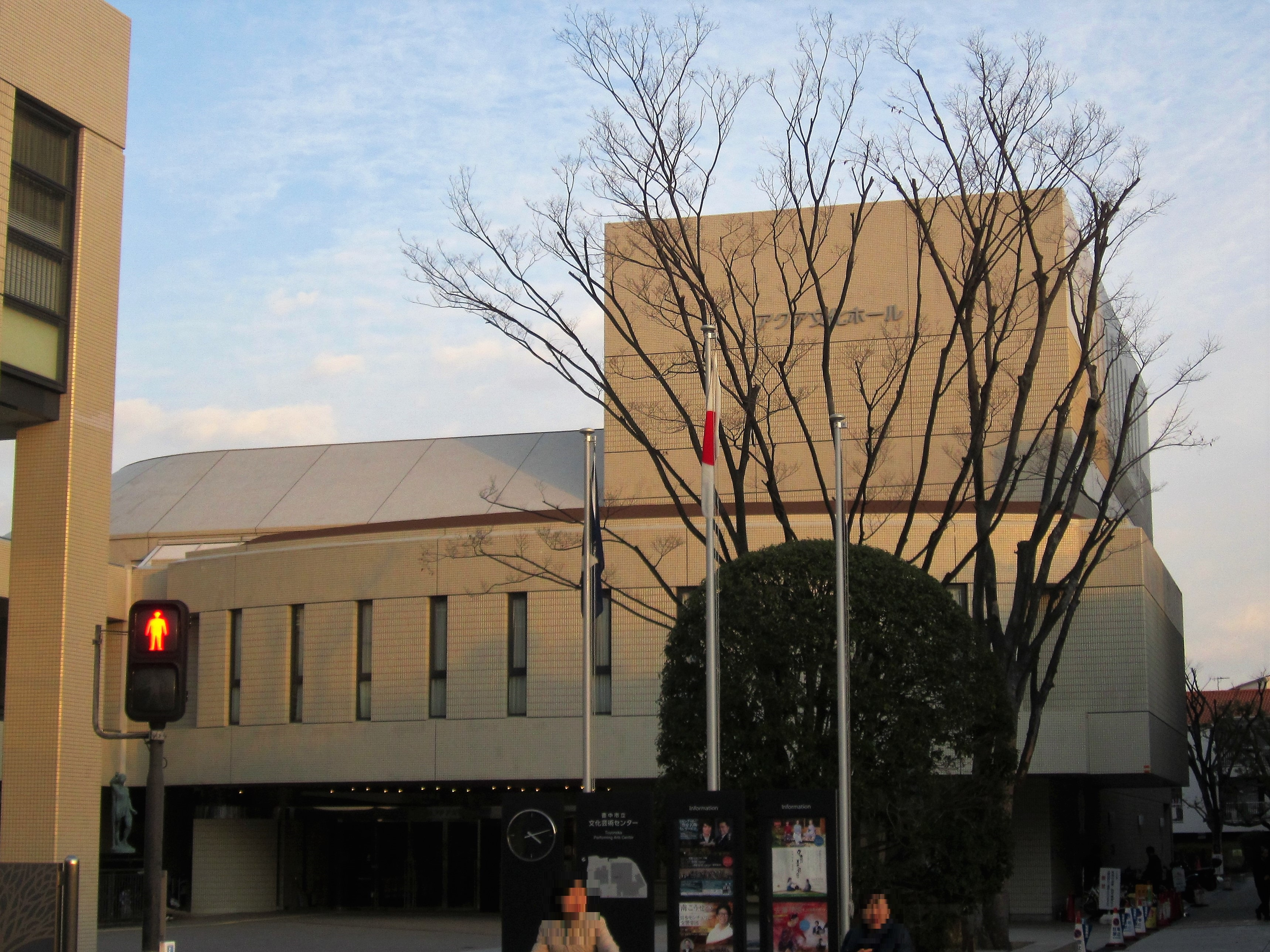
中ホール（アクア文化ホール）
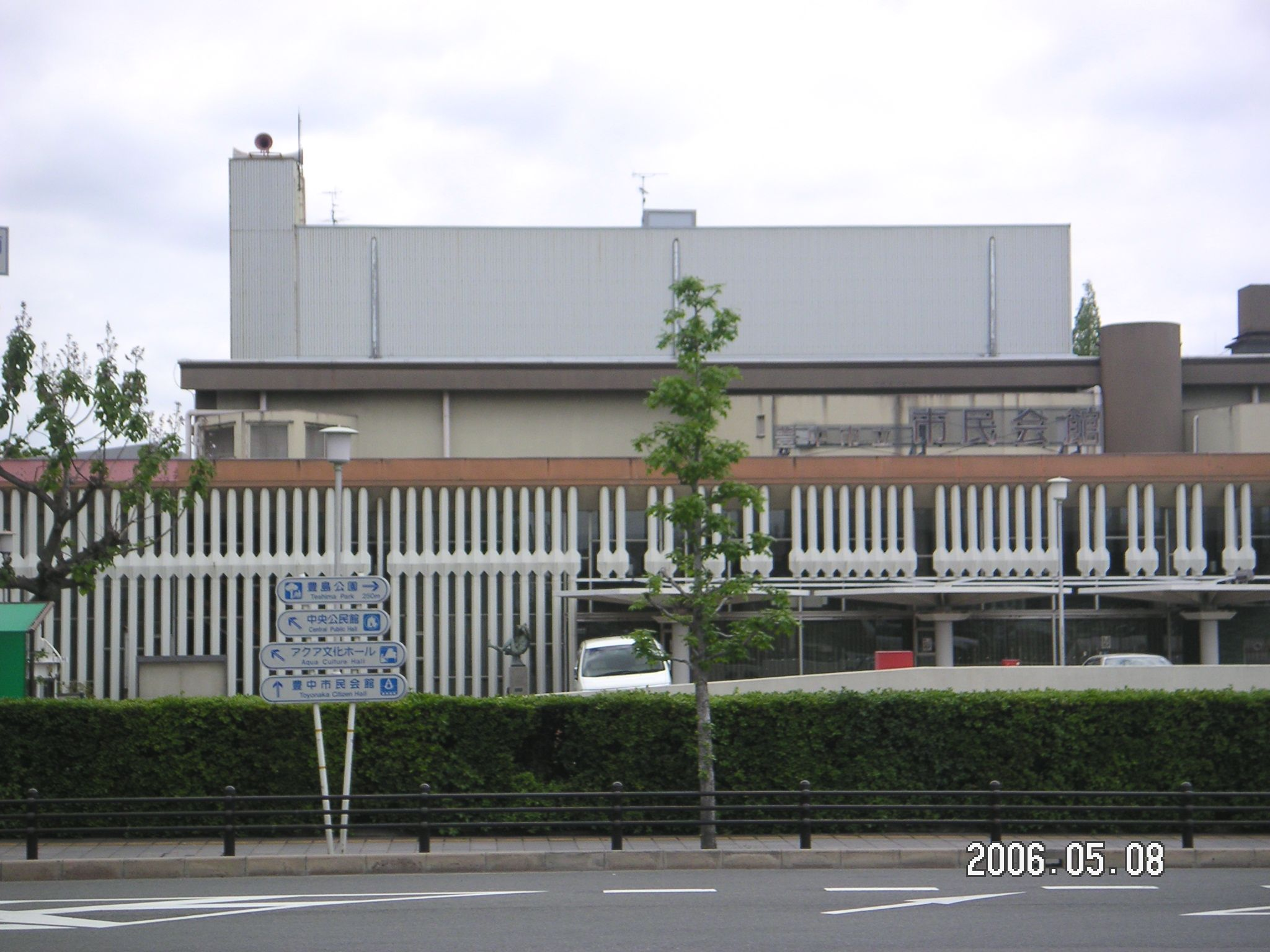
旧・豊中市立市民会館

## 受賞
- 大阪建築コンクール（大阪府知事賞） - 第62回（2017年度）[9]
- 大阪都市景観建築賞 - 第38回（2018年度）[10]
- BCS賞 - 第61回（2020年）[11]
- 地域創造大賞（総務大臣賞） - 2023年度[12]

## 交通
阪急宝塚線曽根駅下車徒歩5分